# Miller Genuine Draft 200 1991
Miller Genuine Draft 200 1991 var ett race som var den femte deltävlingen i PPG IndyCar World Series 1991. Racet kördes den 2 juni på Milwaukee Mile. Michael Andretti tog sin första seger för säsongen. Han följdes i mål av kusinen John Andretti och Michaels far Mario Andretti slutade trea. Det är den enda gången i professionell racinghistoria som tre släktingar kommit på pallen i en internationell serie. I skuggan av detta återtog Bobby Rahal mästerskapsledningen från Rick Mears. Rahal slutade på fjärde plats, medan Mears tvingades bryta till följd av ett elektriskt problem.

## Slutresultat
| Plats | Förare                | Team                     | Grid | Kvaltid |
| ----- | --------------------- | ------------------------ | ---- | ------- |
| 1     | Michael Andretti      | Newman/Haas Racing       | 3    | 22,670  |
| 2     | John Andretti         | Hall/VDS Racing          | 5    | 23,019  |
| 3     | Mario Andretti        | Newman/Haas Racing       | 2    | 22,655  |
| 4     | Bobby Rahal           | Galles-Kraco Racing      | 6    | 23,027  |
| 5     | Danny Sullivan        | Patrick Racing           | 4    | 22,860  |
| 6     | Scott Brayton         | Dick Simon Racing        | 7    | 23,120  |
| 7     | Eddie Cheever         | Chip Ganassi Racing      | 12   | 23,449  |
| 8     | Emerson Fittipaldi    | Marlboro Team Penske     | 8    | 23,184  |
| 9     | Scott Goodyear        | UNO Racing               | 11   | 23,395  |
| 10    | Hiro Matsushita       | Dick Simon Racing        | 16   | 22,796  |
| 11    | Jeff Andretti         | Bruce Leven Racing       | 13   | 23,514  |
| 12    | Tony Bettenhausen Jr. | Bettenhausen Motorsports | 18   | 24,091  |
| 13    | Scott Pruett          | Truesports Co.           | 9    | 23,247  |
| 14    | Pancho Carter         | Arciero Racing           | 21   | 26,180  |
| 15    | Rick Mears            | Marlboro Team Penske     | 1    | 22,186  |
| 16    | A.J. Foyt             | A.J. Foyt Enterprises    | 15   | 23,713  |
| 17    | Arie Luyendyk         | Vince Granatelli Racing  | 14   | 23,651  |
| 18    | Mike Groff            | Euromotorsport           | 17   | 24,004  |
| 19    | Al Unser Jr.          | Galles-Kraco Racing      | 10   | 23,342  |
| 20    | Johnny Parsons Jr.    | Leader Cards Racing      | 19   | 25,413  |
| 21    | Dale Coyne            | Dale Coyne Racing        | 20   | 25,444  |